# فامنجور
فامنجور (بالإنجليزية: Vamanjoor)‏ هي منطقة سكنية تقع في الهند في داكشينا الكانادا.